# Jeunesses Socialistes Luxembourgeoises
Jeunesses Socialistes Luxembourgeoises (abbreviato in JSL) è l'organizzazione giovanile del Partito Operaio Socialista del Lussemburgo, che riunisce i membri del partito di età compresa tra i 15 e i 27 anni.
L'organizzazione è affiliata all'International Union of Socialist Youth al livello internazionale mentre al livello europeo è affiliata alla YES (Young European Socialists).